# Préjuce Nakoulma
Préjuce Nakoulma (Ouagadougou, 21 de abril de 1987) é um futebolista burquinense que atua como atacante. Atualmente joga pelo Nantes.

## Carreira
Préjuce Nakoulma representou o elenco da Seleção Burquinense de Futebol no Campeonato Africano das Nações de 2017.

## Títulos
Burkina Faso
- Campeonato Africano das Nações: 2013 - 2º Lugar.